# Claudiu Marin
Claudiu Marin, född den 23 augusti 1972 i Munteni i Rumänien, är en rumänsk roddare.
Han tog OS-silver i åtta med styrman i samband med de olympiska roddtävlingarna 1992 i Barcelona.